# 长乐公主 (南梁)
长乐公主（?—?），中国南北朝梁朝公主，父亲是梁武帝的六弟临川王萧宏。母亲不详。名字不详。
长乐公主姿容国色，下嫁陈郡谢禧。长乐公主与其兄萧正德私通，萧正德烧公主府第，绑住一个侍女，把玉钏带到她手上，以金宝附身，声称公主被烧死，检取侍女尸体与金玉埋葬。仍与公主长期通奸，称为柳夫人，生有两个儿子。日月稍久，风声渐露。后黄门郎张准有一个雉媒，萧正德夺走了。在重云殿为净供，皇太子都到场了，张准在人群中大骂：“张准雉媒非长乐主，何可略夺！”皇太子恐怕梁武帝知道，令武陵王主持私了，送雉媒还张准家。

## 传记资料
- 《南史 列传第四十一》